# Sarbanissa catacoloides
Sarbanissa catacoloides là một loài bướm đêm trong họ Noctuidae.